# Майсен (район)
Майсен (нем. Meißen) — район в Германии.
1 августа 2008 он был образован путём объединения районов Риза-Гросенхайн и Майсен.
Центр района — город Майсен. Район входит в землю Саксония. Подчинён земельной дирекции Дрезден. Занимает площадь 1452 км². Численность населения района по оценке на 31 декабря 2013 года составляет 243 716 человек. Плотность населения — 168 человек/км².
Официальный код района — 14 6 27.

## Города и общины
1. Риза (33 999)
2. Радебойль (33 694)
3. Майсен (27 609)
4. Косвиг (21 353)
5. Гросенхайн (19 554)
6. Вайнбёла (10 250)
7. Морицбург (8241)
8. Радебург (7645)
9. Носсен (7192)
10. Грёдиц (7116)
11. Цайтхайн (6190)
12. Клипхаузен (6186)
13. Нюнхриц (6105)
14. Ломмач (5466)
15. Эберсбах (4684)
16. Трибишталь (4308)
17. Нидерау (4035)
18. Штрела (3944)
19. Дира-Церен (3547)
20. Пристевиц (3392)
21. Штаухиц (3360)
22. Рёдерауэ (2974)
23. Кебшюцталь (2881)
24. Кетцербахталь (2692)
25. Хиршштайн (2301)
26. Тиендорф (2240)
27. Глаубиц (2022)
28. Шёнфельд (1922)
29. Лампертсвальде (1908)
30. Вюлькниц (1741)
31. Тауша (1465)
32. Лойбен-Шлайниц (1416)
33. Наувальде (1025)
34. Вайсиг (918)

(31 октября 2010)